# Klinken (Mecklenburg)
Klinken is een Ortsteil van de Duitse gemeente Lewitzrand in de deelstaat Mecklenburg-Voor-Pommeren, en maakt deel uit van het district Ludwigslust-Parchim. Tot 7 juni 2009 was Klinken een zelfstandige gemeente.